# Psilopterna pevzovi
Psilopterna pevzovi är en nattsländeart som beskrevs av Martynov 1915. Psilopterna pevzovi ingår i släktet Psilopterna och familjen husmasknattsländor. Inga underarter finns listade i Catalogue of Life.